# Dayu (Ganzhou)

Lage in Jiangxi

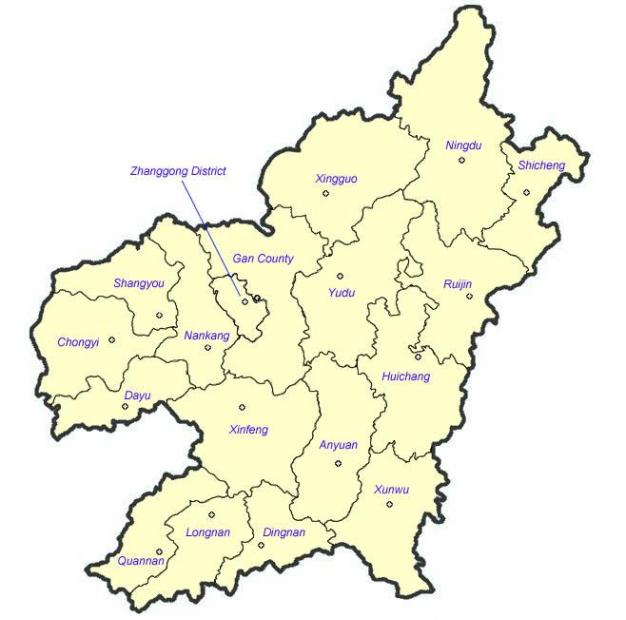
Lage von Dayu im Verwaltungsgebiet von Ganzhou

Der Kreis Dayu (chin. 大余县; Pinyin: Dàyú Xiàn) ist ein Kreis der bezirksfreien Stadt Ganzhou in der Provinz Jiangxi der Volksrepublik China. Er hat eine Fläche von 1.368 km² und zählt 289.378 Einwohner (Stand: Zensus 2010).
Der Pflaumen-Pass (梅關 / 梅关,  Méiguān) und die alte Poststraße (古驛道 / 古驿道,  gǔ yìdào) stehen seit 2006 auf der Liste der Denkmäler der Volksrepublik China (6-610).